# دالان شوک
دالان شوک (انگلیسی: Shock Corridor) یک فیلم مستقل درام و معمایی به نویسندگی و کارگردانی ساموئل فولر محصول سال ۱۹۶۳ است. فیلم ماجرای روزنامه‌نگاری را دنبال می‌کند که برای ردیابی راز یک قتل خودش را به بیمارستان روانپزشکی معرفی کرده‌است. فولر ابتدا این اثر را در دهه ۱۹۴۰ با عنوان تنگ‌پوش (Straitjacket) برای فریتس لانگ نوشت اما لانگ می‌خواست شخصیت اصلی را تبدیل به زن کند تا آن را به جوآن بنت بسپارد.
دالان شوک از فیلم‌های کم‌خرج اما مهم سام فولر برشمرده‌می‌شود.

## بازیگران
- پیتر برک
- کنستانس تورز
- جین ایوانز
- جیمز بست
- فیلیپ آن
- چاک رابرتسون